# Acanthodelta ino
Acanthodelta ino är en fjärilsart som beskrevs av Jacob Hübner 1827. Acanthodelta ino ingår i släktet Acanthodelta och familjen nattflyn. Inga underarter finns listade i Catalogue of Life.